# När jag blundar

När jag blundar (Quand je ferme les yeux) est la chanson de l'artiste finlandaise Pernilla Karlsson qui représente la Finlande au Concours Eurovision de la chanson 2012 à Bakou, en Azerbaïdjan. Elle est interprétée en suédois, qui est la seconde langue nationale de Finlande après le finnois.

## Eurovision 2012
La chanson est sélectionnée le 25 février 2012 lors d'une finale nationale.
Elle participe à la première demi-finale du Concours Eurovision de la chanson 2012, le 22 mai 2012.